# 沃卡鮑特岩
68°22′S 78°32′E / 68.367°S 78.533°E
沃卡鮑特岩，是南極洲的岩石，位於伊利沙伯女皇地，處於懷亞特厄普群島以南0.9公里，根據挪威探險隊拍攝的空中照片繪入地圖，現時由南極條約體系管理。